# Белослава Асенина
Белослава е българска княгиня и сръбска кралица, съпруга на крал Стефан Владислав I.

## Биография
Дъщеря е на цар Иван Асен II от първата му съпруга Анна, от която Иван Асен II има още една дъщеря – Мария. Тъй като Анна така и не е призната за законна съпруга на царя, Белослава и сестра ѝ се считат за незаконни дъщери на цар Иван Асен II. Царският произход на Белослава и Мария обаче не е поставен под съмнение и е оценен високо, тъй като и двете княгини са определени за съпруги на лица с висок аристократичен статус в съседните на Търновското царство страни, с които Иван Асен II цели да уреди отношенията си. Така Белослава е омъжена за рашкия крал Стефан Владислав I. Този брак на княгинята става гарант за добросъседските отношения между България и съседното кралство.
Царската зестра, с която Белослава пристига в Сърбия, е изключително богата. По времето, когато в Сърбия още не е познато бельото, Белослава носи със себе си в сандъците си дълги копринени долни ризи. Споменава се, че раклите с дрехите ѝ са били пълни и с къси ризи, избродирани с коприна и злато. Кралската ѝ стая е била покрита с разноцветни килими и завеси от свила. Кралицата е разполагала с богати и фини тоалети, които са се различавали от дрехите, носени от сръбските знатни дами. Също така е имала икони с позлатени и сребърни рамки и с инкрустирани бисери.
През 1243 г. Стефан Владислав е детрониран от брат си Стефан Урош I, а Белослава търси убежище в Дубровнишката република. Явно българката е представлявала сериозна опасност за властта на новия крал. Той настоява пред дубровнишките власти да държат под контрол бегълката. В отговор градската управа се ангажира с писмена клетва, че кралицата няма „...нито по море, нито по суша, нито през Босна...“ да се завръща в Рашка, че няма „... с писма и пратеници да върши нищо против крал Урош...“. Конфликтът между Стефан Владислав и Урош скоро е уреден. Стефан Владислав се отказва от престола, но получава обширни владения в поморските сръбски земи. Той и Белослава дори запазват кралските си титли. Скоро след това Белослава зе завръща в Рашка, заемайки полагащото ѝ се място сред елита.

## Потомство
Белослава ражда на крал Стефан Владислав три деца:
- Стефан († 1281, Есфигмен)
- Деса (док. 1281-1285), жупан
- дъщеря, чието име е неизвестно, но за която има сведения, че е омъжена за хърватския княз на Омиш Джурадж или Дуро Качич от рода Качичи (ок.1234 – 1243). За това съобщава едно писмо от 1276 г. на Дуро Качич, който отбелязва и че съпругата му е получила зестра от баща си[3][4].